# Kleomed
Kleoméd ali Kleomédes (starogrško Κλεομήδης: Kleomḗdēs), starogrški astronom in filozof, * okoli 120, mogoče Lisimahija, Helespont, Grčija, † okoli 190.

## Življenje in delo
Kleomed je živel okoli leta 170 za Ptolemajem. Je avtor dela Teorija o krožnih gibanjih nebesnih teles (Κυκλική θεωρία μετεώρων: Kykliké theoría meteóron). Delo je verjetno napisal nekje med sredino 1. stoletja pr. n. št. in leta 400. V tej knjigi v dveh delih je podal znanje o nebesnih telesih v skladu s stoično filozofijo. V delu je velikokrat dobesedno navajal Posidonija in je poleg razprave o nebesnih telesih obravnaval njegovo delo, stoletje pred njim. Navajal je tudi Aristotela, Piteasa, Arata, Eratostena in Hiparha.
Odkril je astronomsko refrakcijo. Ptolemaj je, čeprav z napačno razlago, izdelal prvi postopek določitve refrakcije iz opazovanj, kar pa ni mogel izvesti zaradi premajhne točnosti takratnih meritev.
Kot Posidonijev učenec je Kleomed podal več osnovnih kakovostnih značilnosti loma svetlobe, kot je na primer ukrivljanje žarka v smeri pravokotno na prehod iz manj gostega v gostejše sredstvo, in predlagal, da se lahko zaradi loma v ozračju Sonce in njegova mavrica vidita tudi kadar je Sonce pod obzorjem.

## Priznanja

### Poimenovanja
Po njem se imenuje udarni krater Kleomed (Cleomedes) v severovzhodnem delu bližnje strani Lune.